# Ꙗ
Ꙗ (minuscule : ꙗ), appelé a yodisé, est une lettre archaïque de l’alphabet cyrillique qui a été utilisée dans les premiers documents en slavon d’église. Elle est distincte du ya ‹ Я › qui est une variante du petit yousse ‹ Ѧ ›, notamment en bulgare moderne.

## Représentations informatiques
Le a yodisé peut être représenté avec les caractères Unicode suivants :
| formes    | représentations | chaînes de caractères | points de code | descriptions                         |
| --------- | --------------- | --------------------- | -------------- | ------------------------------------ |
| capitale  | Ꙗ               | Ꙗ                     | U+A656         | lettre majuscule cyrillique a yodisé |
| minuscule | ꙗ               | ꙗ                     | U+A657         | lettre minuscule cyrillique a yodisé |